# Маховичный накопитель энергии

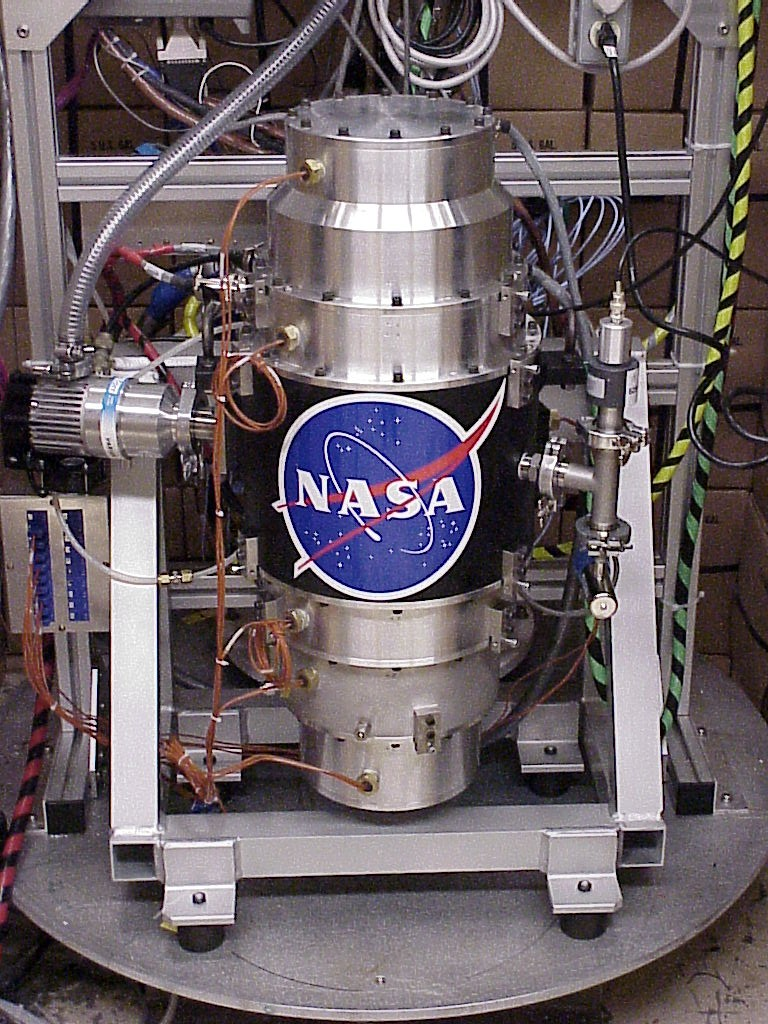
NASA G2 — Маховичная система накопления энергии

Маховичный накопитель энергии  — накопитель механической энергии, в котором энергия накапливается и сохраняется в виде кинетической энергии вращающегося маховика или его перспективного исполнения — супермаховика, а выделяется в виде механической энергии вращения. Таким образом, сохраняется вид энергии без её преобразования, что является неотъемлемым требованием к накопителям энергии.
Зачастую маховичный накопитель энергии совмещается с устройствами преобразования вида энергии — гидравлическими, пневматическими, электрическими машинами, образуя систему накопления энергии.
Наибольшее распространение получили системы накопления энергии с электрическими обратимыми машинами (двигатель — генератор).
Для зарядки маховичного накопителя энергии электрическая машина работает в режиме двигателя, потребляет электрическую энергию от внешнего источника и разгоняет маховик (супермаховик), а при разрядке электрическая машина работает уже в режиме генератора, выделяя электрическую энергию, при этом замедляя маховик (супермаховик).
Маховичный накопитель энергии на основе супермаховика обладает одним из самых высоких удельных мощностных показателей среди существующих накопителей энергии. А при использовании современных высокопрочных материалов, например, графеновых лент («бумаг»), самым высоким удельным энергетическим показателем из всех накопителей.

## Главные компоненты маховичных накопителей энергии
Современные маховичные накопители энергии обычно выполняются на основе перспективных супермаховиков. «Классические» монолитные маховики для маховичных накопителей энергии встречаются все реже — они накапливают слишком малую удельную энергию и очень опасны при аварийном разрушении (разрыве).

### Супермаховик
Супермаховик — это маховик высокой удельной энергоёмкости, изготовленный методом навивки с натягом на упругий центр материалов с высокой одноосной прочностью — проволок, лент, волокон со связкой (склейкой). Эксплуатируется супермаховик не в воздушной среде, а в среде с пониженными сопротивлениями вращению, например вакууме.
Существуют три основных вида супермаховиков — ленточные и волоконные, гораздо реже — проволочные. Разрабатываются также составные «пластинчатые» супермаховики, выполненные из тонких высокопрочных дисков.

### Вспомогательные системы маховичных накопителей энергии
- корпус (атмосферный или вакуумированный);
- система создания вакуума (форвакуума) в корпусе;
- опоры вращения (качения, скольжения, различные магнитные подвесы, в том числе сверхпроводящие);
- системы балансировки тела вращения, в том числе автоматические;
- уплотнения и другие системы выведения вращения из вакуумированного корпуса;
- системы защиты от аварийного разрушения (кроме ленточных разрывобезопасных супермаховиков);
- системы демпфирования вибраций и колебаний, в том числе гироскопических.

### Перспективы использования сверхпроводящих подшипников
Значительные расходы энергии на охлаждение привели к отказу от низкотемпературных сверхпроводников для использования в магнитных подшипниках для маховичных систем накопления энергии. Наиболее приемлемыми для супермаховиков средних частот вращения являются гибридные подшипники качения с керамическими телами.
Тем не менее, для высокоскоростных тел вращения, например, супермаховиков из графеновых лент, применение высокотемпературных сверхпроводниковых подшипников может быть экономически оправдано и, возможно, может увеличить экономию энергии.

## Физические свойства
Физические свойства маховиков и супермаховиков маховичных накопителей близки к друг к другу и с ними можно ознакомиться здесь — Маховик — Физика
По сравнению с другими способами хранения энергии, маховичные системы накопления энергии имеют длительный срок службы, обычно более 20 — 25 лет.
Высокая удельная энергия применяемых тел вращения с учётом коэффициентов безопасности — от 2.5 Вт*ч / кг у монолитных маховиков до 1200 Вт*ч / кг у перспективных графеновых супермаховиков и большая максимальная выходная мощность. КПД устройства может достигать 95 %. Быстрота зарядки / разрядки маховичных накопителей энергии зависит от мощности присоединенных к ним машин. Для целей рекуперации энергии на железнодорожном электротранспорте (например, метрополитене) время зарядки/разрядки связано с торможением/разгоном электропоезда и в среднем составляет около 15 секунд.

## Удельная энергоемкость маховичных накопителей энергии
Удельная энергоёмкость (см. энергоёмкость) маховичных накопителей энергии обычно дается двумя показателями — массовой Дж/кг или Вт*ч/кг и объёмной Дж/м3 и Вт*ч/м3.

## Свойства материала тела вращения маховичных накопителей энергии
Главное свойство материала — высокая прочность. При этом если материал с высокой плотностью, то удельная массовая энергоемкость понижается, но при этом сильно снижается частота вращения маховика (супермаховика). При низкой плотности материала эта энергоемкость повышается, но за счет существенного роста частоты вращения, что требует существенного усложнения опор и уплотнений маховичного накопителя энергии и связанных с ним машин — преобразователей энергии. Это относится как к опорам вращения маховика (супермаховика), так и к системам отбора мощности, а также уровню вакуума в камере вращения маховика (супермаховика).

## Основные материалы тела вращения маховичных накопителей энергии
Для монолитных маховиков обычно применяют среднеуглеродистые стали с термообработкой (закалка с достаточно глубоким отпуском для предотвращения хрупкости) типа 40Х, 40ХН и аналогичные. Но ввиду ограниченной прокаливаемости таких сталей производство крупных маховиков технологически затруднительно. Также были попытки использования мартенситностареющих сталей, выдерживающих большие напряжения. Однако такие материалы чрезвычайно дороги и экономически нецелесообразны.
Для супермаховиков применят как высокопрочные стали в виде лент (KEST) и проволок (эксперименты Amber Kinetics), так и высокопрочные волокнистые материалы (кевлар, стекловолокно, углеволокно и др.). Перспективным материалом для производства супермаховиков является графеновая лента . Преимуществом графеновой ленты по сравнению с углеволокном является возможность безопасного разрыва тела вращения, аналогично супермаховикам из высокопрочной стальной ленты.

## Прочность на разрыв и виды разрушения
Одним из основных ограничений конструкции маховиков (супермаховиков) является предел прочности материала тела вращения на разрыв. Как правило, чем прочнее маховик (супермаховик), тем быстрее он вращается и тем больше энергии может запасать система.
Монолитные маховики разрываются на крупные осколки (обычно на три части), причем каждый обладает огромной кинетической энергией, вызывающей большие разрушения. Кроме разрушения от превышения предела прочности материала, разрыв маховика может произойти от скрытых дефектов, волосовин, раковин и др.
Когда предел прочности на разрыв супермаховика из композитного материала будет превышен, тело вращения разрушится, высвобождая всю свою накопленную энергию одновременно; это обычно называют «взрывом маховика», поскольку осколки колеса могут достигать кинетической энергии, сравнимой с энергией пули. Композитные материалы, которые намотаны и склеены слоями, имеют тенденцию быстро распадаться, сначала на нити малого диаметра, которые переплетаются и замедляют друг друга, а затем на раскаленный порошок.
Ленточные супермаховики аварийно разрываются строго контролируемым образом, путем отрыва внешних тонких витков ленты, трущихся о внутреннюю поверхность корпуса и замедляющих при этом вращение основной массы супермаховика. При этом не происходит повреждения ни даже тонкого корпуса и всей системы накопления энергии.
Традиционные системы с маховиками (супермаховиками, кроме ленточных) требуют наличия прочных защитных корпусов или мощных кольцеобразных вставок, что существенно увеличивает общую массу устройства. Выделение энергии в результате разрушения можно смягчить с помощью гелеобразной или инкапсулированной жидкой внутренней облицовки корпуса, которая поглощает энергию разрушения.
Тем не менее, многие заказчики крупномасштабных систем накопления энергии с маховиками предпочитают встраивать их в землю, чтобы остановить любые фрагменты разорванного маховика (супермаховика), которые могут пробить корпус. Но и это не всегда помогает. Известны случаи верхнего выхода фрагментов из заглубленного в землю корпуса с разрушением бетонной крышки и близлежащих построек.

## Эффективность хранения энергии
Эффективность хранения энергии в маховичных (супермаховичных) системах достаточно высока до 95 % при правильном подборе опор качения, уровня вакуума и достаточно коротких циклов зарядки-разрядки (желательно менее часа).
Попытки приписать значительные потери от гироскопических нагрузок, вызванных вращением Земли не оправданы — эти гироскопические нагрузки ничтожны.
Например, супермаховик, с частотой вращения (ω1) — 1500 с−1 , моментом инерции (I) — 8 кг*м2 при частоте вращения Земли (ω2) — около 7,3*10−5 с−1 гироскопический момент прецессии при самом невыгодном положении осей вращения равен M= I* ω1* ω2  = 8*1500*7,3*10−5= 0,8 Н*м.
Это — ничтожная величина момента, которая никак не может повлиять ни на сопротивление вращению, ни на долговечность подшипников.
Гораздо большее влияние будут иметь гироскопические нагрузки, вызванные поворотами транспортных средств, если на них установлены маховичные накопители энергии, но и они эффективно уменьшаются системами упруго-демпфирующего подвеса.

## Применения
Маховичные (супермаховичные) системы хранения энергии с большой эффективностью могут быть применены для рекуперации энергии торможения на рельсовом транспорте с большой цикличностью движения, например, метропоездах и электричках. Экономия энергии в этих случаях может достигать 50 % и выше.
Кроме того, эти системы могут с успехом применяться на подъёмных кранах, лифтах, других грузоподъёмных устройствах. При этом выигрыш в энергозатратах подъемных устройств, оборудованных маховичной (супермаховичной) системой накопления энергии может достигать 90 % и выше (например, при разгрузке контейнеровоза, груз которого расположен выше зоны выгрузки).
С успехом эти системы могут применяются для быстрой зарядки аккумуляторов электротранспорта, стабилизации частоты и мощности в электросетях, в источниках бесперебойного электропитания, в гибридных установках автотранспорта и др.